# El Terrero, Pánuco
El Terrero är en ort i Mexiko.   Den ligger i kommunen Pánuco och delstaten Veracruz, i den sydöstra delen av landet, 280 km norr om huvudstaden Mexico City. El Terrero ligger 56 meter över havet och antalet invånare är 157.
Terrängen runt El Terrero är platt. Runt El Terrero är det glesbefolkat, med 18 invånare per kvadratkilometer. Närmaste större samhälle är Nuevo Chicayán, 9,6 km sydost om El Terrero. Trakten runt El Terrero består till största delen av jordbruksmark.